# 4 Presławska Dywizja Piechoty
4 Presławska Dywizja Piechoty (bułg. Четвърта пехотна преславска дивизия) – bułgarski związek taktyczny okresu Księstwa i Trzeciego Carstwa z lat 1891 – 1920.
Dywizja sformowana została w 1891. Wzięła udział w I i II wojnie bałkańskiej oraz w I wojnie światowej. W 1920 przeformowana w 4 Presławski pułk piechoty.

## Działania

### Wojny bałkańskie
Dywizja w czasie I wojny bałkańskiej wzięła udział w walkach w składzie 3 Armii, a w II wojnie bałkańskiej znalazła się w strukturach 5 Armii.
Napięte stosunki międzynarodowe na Bałkanach spowodowały, że car Bułgarii Ferdynand I 30 września 1912 ogłosił powszechną mobilizację.
30 lipca 2013 w Bukareszcie rozpoczęły się rokowania pokojowe, a dzień później weszło w życie zawieszenie broni kończące II wojnę bałkańską. Po podpisaniu pokoju w Bukareszcie, car Ferdynand I ogłosił demobilizację armii. Jednak w związku z utrzymującym się napięciem w stosunkach z Wysoką Portą, w połowie sierpnia 1913 dywizja została skoncentrowana na południowo-wschodnim odcinku granicy i weszła w skład  liczącego około 43 000 żołnierzy zgrupowania operacyjnego. Z chwilą podjęcia rozmów pokojowych z Imperium Osmańskim liczba ta stopniowo uległa redukcji. Już pod koniec miesiąca znad granicy wycofano oddziały dywizji, które po powrocie do macierzystych garnizonów zostały zdemobilizowane.

### I wojna światowa
W świetle narastającego zagrożenia wojennego na początku lipca 1914 w sztabie Armii Bułgarskiej rozpoczęto prace nad uaktualnieniem planów mobilizacyjnych. Ogłoszone w marcu 1915 wytyczne w sprawie mobilizacyjnego rozwinięcia jednostek przewidywały zmobilizowanie w dywizji sztabu, czterech pułków piechoty, dwóch rezerwowych pułków piechoty, dwóch pułków marszowych, dwóch pułków pospolitego ruszenia, pułku etapowego oraz pododdziałów zabezpieczenia. Pułk artylerii przechodził na etat dwupułkowej brygady artylerii. Do dywizji miał zostać także przydzielony batalion inżynieryjny. Pierwszym dniem mobilizacji był 24 września 1915.
Po zmobilizowaniu dywizja weszła w skład  3 Armii gen. lejt. Toszewa i została rozmieszczona nad granicą z Rumunią. Z chwilą wybuchu pierwszej wojny światowej, Rumunia początkowo ogłosiła neutralność, ale latem 1916 zdecydowała się przyłączyć do wojny po stronie państw sprzymierzonych. 27 sierpnia rząd rumuński wypowiedział wojnę Austro-Węgrom. Kilka dni później do wojny przeciwko Rumunii przystąpiły Niemcy, Imperium Osmańskie, a 1 września Bułgaria. Tym samym dla wojsk bułgarskich otwarty został drugi front.

W początkowym okresie dowódca 3 Armii miał do dyspozycji 4 Presławską DP, 1 Brygadę Piechoty z 1 Sofijskiej DP, Dywizję Kawalerii. W trakcie walk siły te zostały wzmocnione 6 Bdinską DP.
Na przełomie sierpnia i września 1916 dowódca GA „Mackensen” opracował plan działania, zgodnie z którym podległe mu formacje miały zapewnić obronę linii Dunaju, a częścią sił rozbić wojska rumuńskie w Dobrudży. Realizując ten plan, gen. Toszew zdecydował zaatakować siłami 4 Presławskiej DP i 1 BP ze składu 1 Sofijskiej DP twierdzę w Tutrakanie i w Silistrze. Pozostałe siły jego armii miały prowadzić natarcie czołowe w kierunku północno-wschodnim tak, aby jak najszybciej opanować obszar położony pomiędzy Dunajem a wybrzeżem Morza Czarnego. 4 września 8 Primorski pułk piechoty zajął Dobricz. Wkrótce pod miasto podeszły oddziały rosyjskie, które podjęły próbę jego odbicia. Mimo znacznej przewagi Rosjan, miasto udało się obronić. Niemałą zasługę w tym sukcesie miała 1 Dywizja Kawalerii, która zaatakowała skrzydło nacierających wojsk rosyjskich. Trzydniowa bitwa zyskała w bułgarskiej historiografii miano „Dobrickiej epopei”.
W tym czasie siły główne 4 Preslawskiej DP i 1 BP z 1 Sofijskiej DP podeszły do twierdzy w Tutrakanie i 5 września uderzyły na rumuńskie pozycje. Główne uderzenie wykonano na wysokości V i VI fortu. O 13.30 Bułgarzy opanowali pierwszy fort, wkrótce potem drugi, a następnie dwa kolejne. Rankiem 6 września oddziały bułgarskie wznowiły natarcie i opanowały drugą linię rumuńskiej obrony. Do niewoli wzięto 480 oficerów i 25 000 żołnierzy rumuńskich.
25 września 1918 dywizja powstrzymywała nacierające oddziały francuskie na przedpolach Skopje.
30 września weszło w życie zawieszenie broni, a 4 października car Borys III podpisał dekret o powszechnej demobilizacji żołnierzy armii czynnej. Kolejne akty prawne wyłączyły z niej 4 DP. Oddziały dywizji znajdowały się w tym czasie w Dobrudży, gdzie do 24 listopada pełniły służbę okupacyjną.
W lipcu 1919 skadrowano jeden pułk piechoty. W tym czasie dywizja posiadała trzy pułki piechoty (w tym jeden pułk skadrowany), pułk artylerii, batalion inżynieryjny, szpital polowy i kompanię intendencką.

## Struktura organizacyjna
W grudniu 1903, na mocy dekretów ks. Ferdynanda I , przystąpiono do reorganizacji dywizji piechoty. W czasie pokoju dywizja piechoty składała się w tym czasie z dwóch brygad piechoty, pułku artylerii, batalionu inżynieryjnego, batalionu taborów i szpitala. W brygadzie piechoty znajdowały się dwa dwubatalionowe pułki piechoty z kompanią zabezpieczenia oraz plutonem ciężkich karabinów maszynowych, a pułk artylerii składał się z dwóch dywizjonów artylerii, każdy po dwie czterodziałowe baterie artylerii i baterii artylerii haubic.
Stan w 1907:
- dowództwo dywizji – Szumen
- 1 Brygada – Szumen
  - 7 pułk piechoty – Szumen
  - 19 Szumenski pułk piechoty – Silistra
- 2 Brygada – Warna
  - 8 pułk piechoty – Warna
  - 31 pułk piechoty – Dobricz
- 5 pułk artylerii – Szumen

Na wypadek wojny struktura dywizji zwiększała się (1912) do trzech brygad piechoty, a w miejsce pułku artylerii tworzona była dwupułkowa brygada artylerii. Etatowo dywizja posiadała 12 batalionów piechoty, batalion inżynieryjny i 8 baterii artylerii. Na jej uzbrojeniu znajdowało się 24 813 karabinów, 24 ciężkie karabiny maszynowe i 72 działa. Stan osobowy wynosił 858 oficerów, 42 urzędników wojskowych, 3455 podoficerów, 32 918 szeregowych i 7550 koni.